# Musée de Préhistoire de l'université de Liège
Le musée de Préhistoire de l'université de Liège est une institution académique qui conserve, étudie et expose des artéfacts issus en grande partie de fouilles réalisées par le service d'archéologie préhistorique de l'université de Liège, en Belgique. Situé dans les locaux de la faculté de philosophie et lettres, accessible aux étudiants et aux archéologues, le musée est ouvert au public sur rendez-vous.

## Historique
Philippe-Charles Schmerling (1791-1836), professeur à l'université, fut l'un des premiers à entreprendre des fouilles en Belgique à partir de 1829, à Engis et dans une soixantaine de grottes des provinces de Liège et du Luxembourg,,.
D'autres fouilles furent effectuées par la suite. En 1886, une équipe liégeoise, emmenée par le préhistorien Marcel de Puydt, fondateur de l'École liégeoise de Préhistoire, découvrit deux squelettes entiers dans la grotte de Spy, dont le fameux « Homme de Spy ». Cette découverte confirma l'existence d'un type humain plus archaïque que l'homme moderne, à savoir l'Homme de Néandertal. Plusieurs artéfacts provenant de cette fouille sont aujourd'hui conservés au musée ,,,. 
Les vitrines du musée renferment également des objets et des ossements issus entre autres des fouilles effectuées entre les années 1940 et 1990 sur les sites d'Omal (fouille réalisée par Hélène Danthine), de Chaleux, de Furfooz, de Presle, de Remouchamps et du Trou de la Somme (Dinant), ainsi sur les sites de Hassek Huyuk (Turquie) et de Mitoc (Roumanie).

## Collections
Principalement destinées à la recherche, les collections de Préhistoire se répartissent en trois sections : 
- La première illustre les différentes étapes des activités humaines depuis les origines en présentant toute une série de pièces archéologiques caractéristiques des grandes périodes de la Préhistoire.
- La deuxième section montre, groupé par périodes, un matériel archéologique résultant de fouilles effectuées par les membres du Service de Préhistoire et par des collaborateurs étrangers.
- La troisième section s'attache à présenter des reconstitutions d'objets préhistoriques au travers de pièces expérimentales. Un ensemble de moulages illustrant les principaux stades de l'évolution physique de l'Homme complète la présentation des collections archéologiques[2],[3].

## Galerie

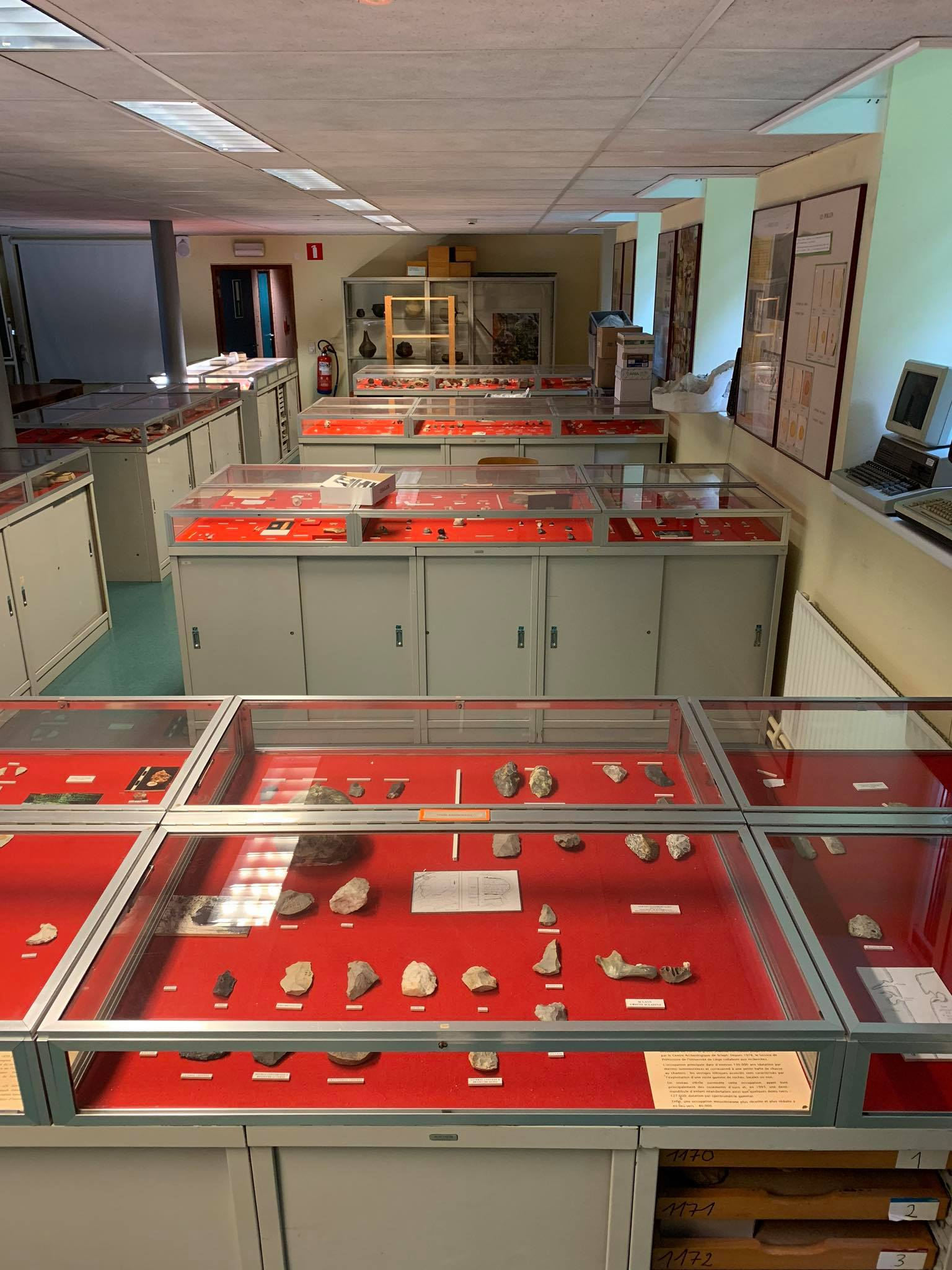
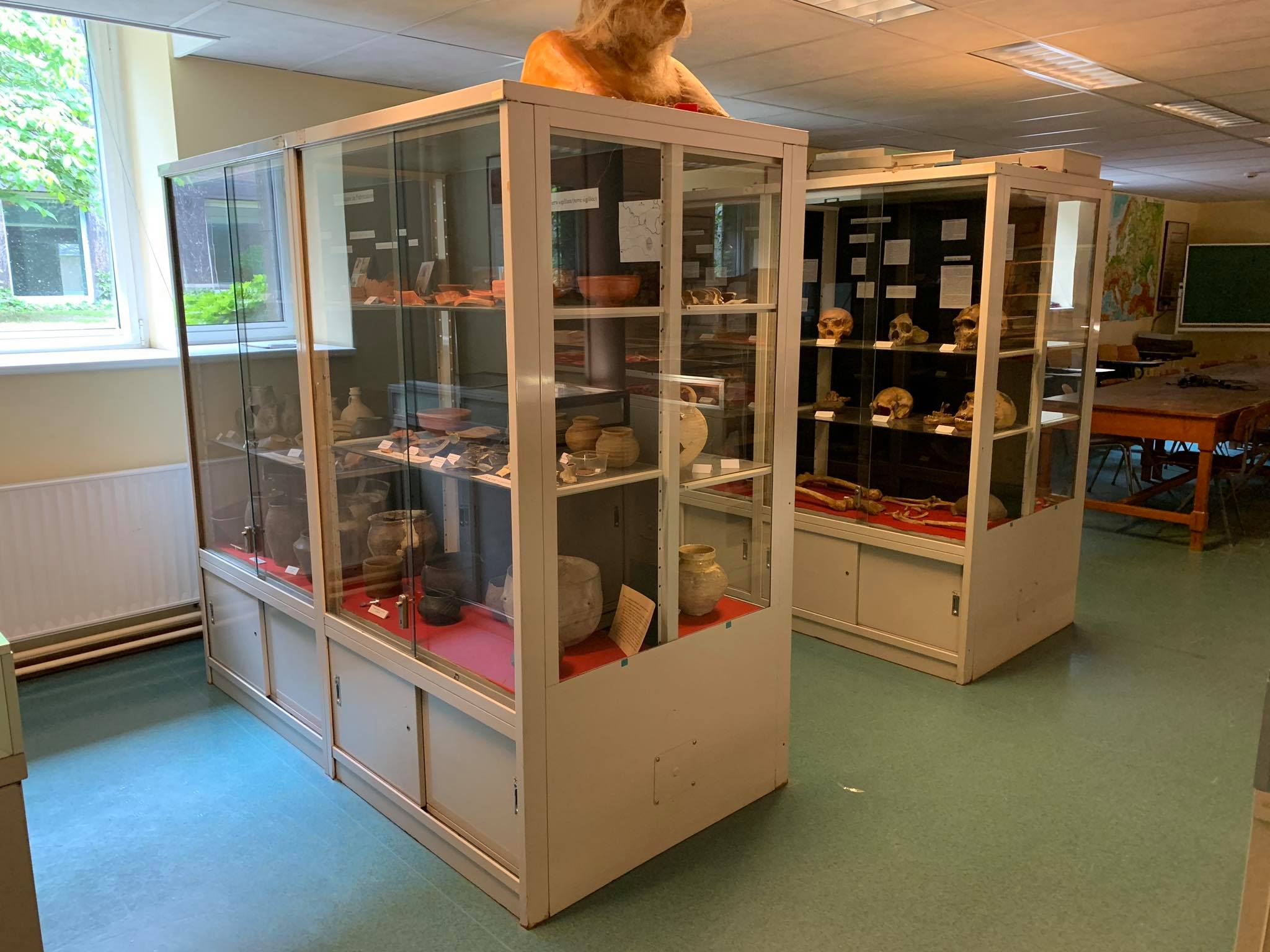
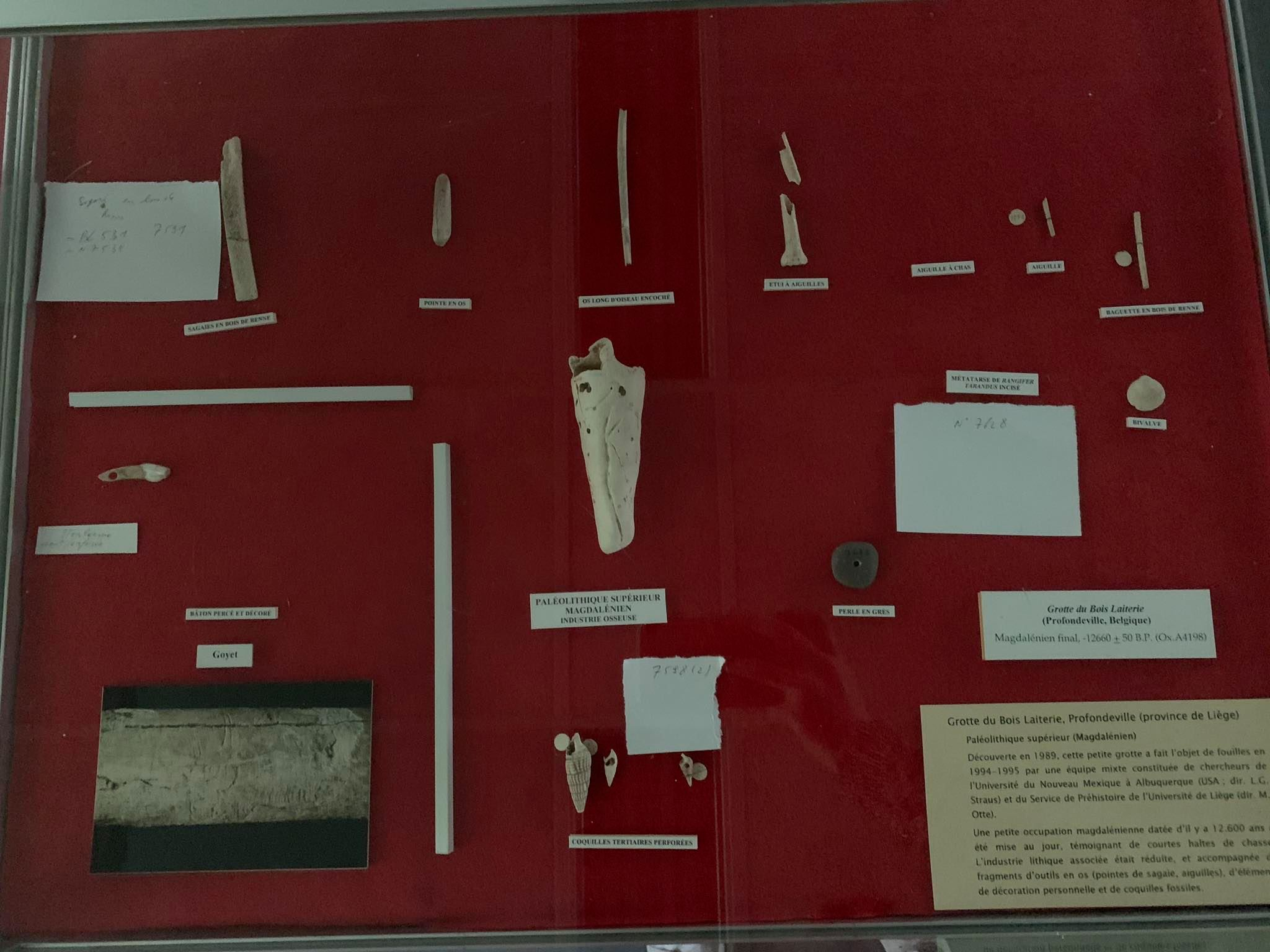
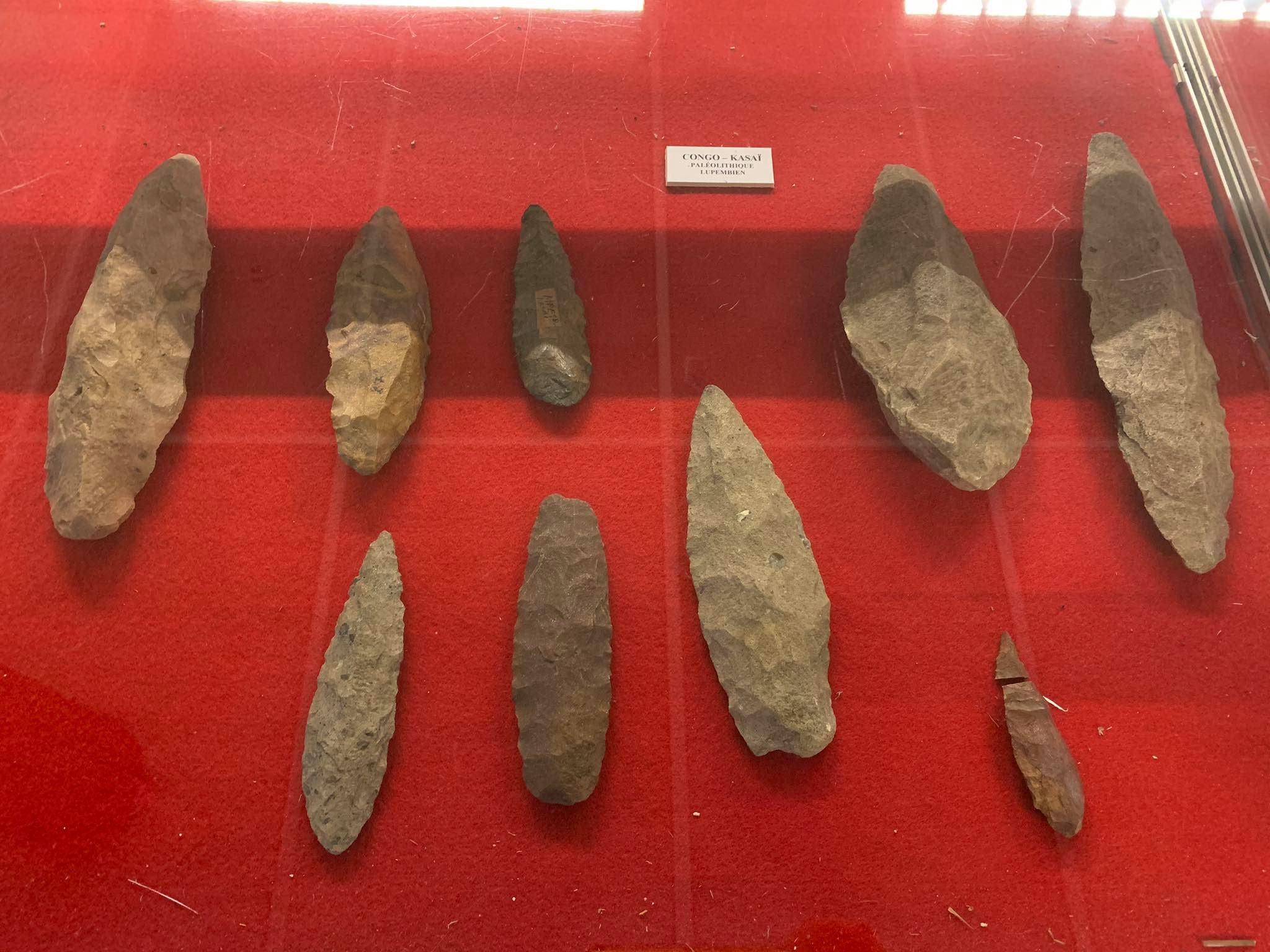

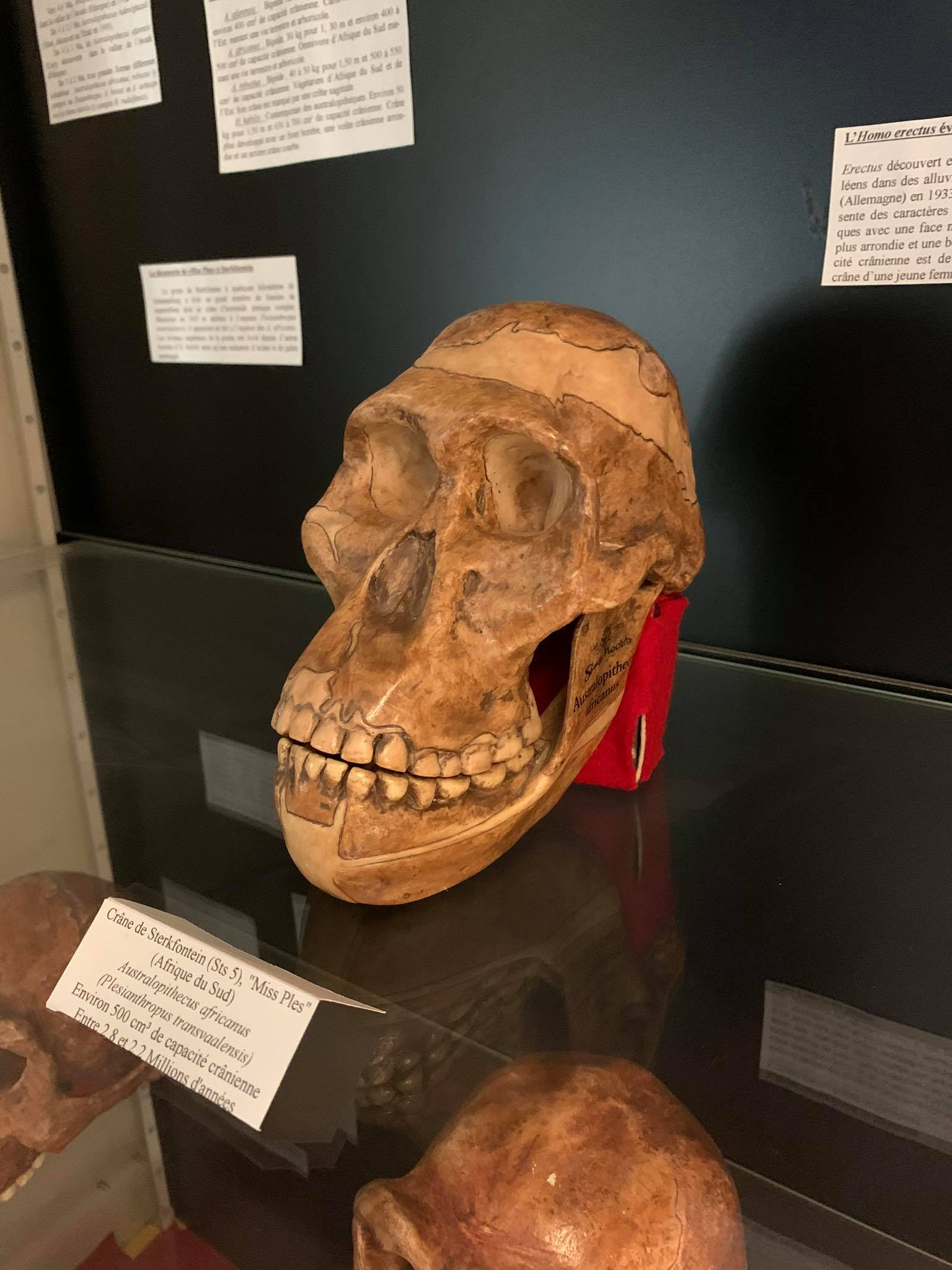
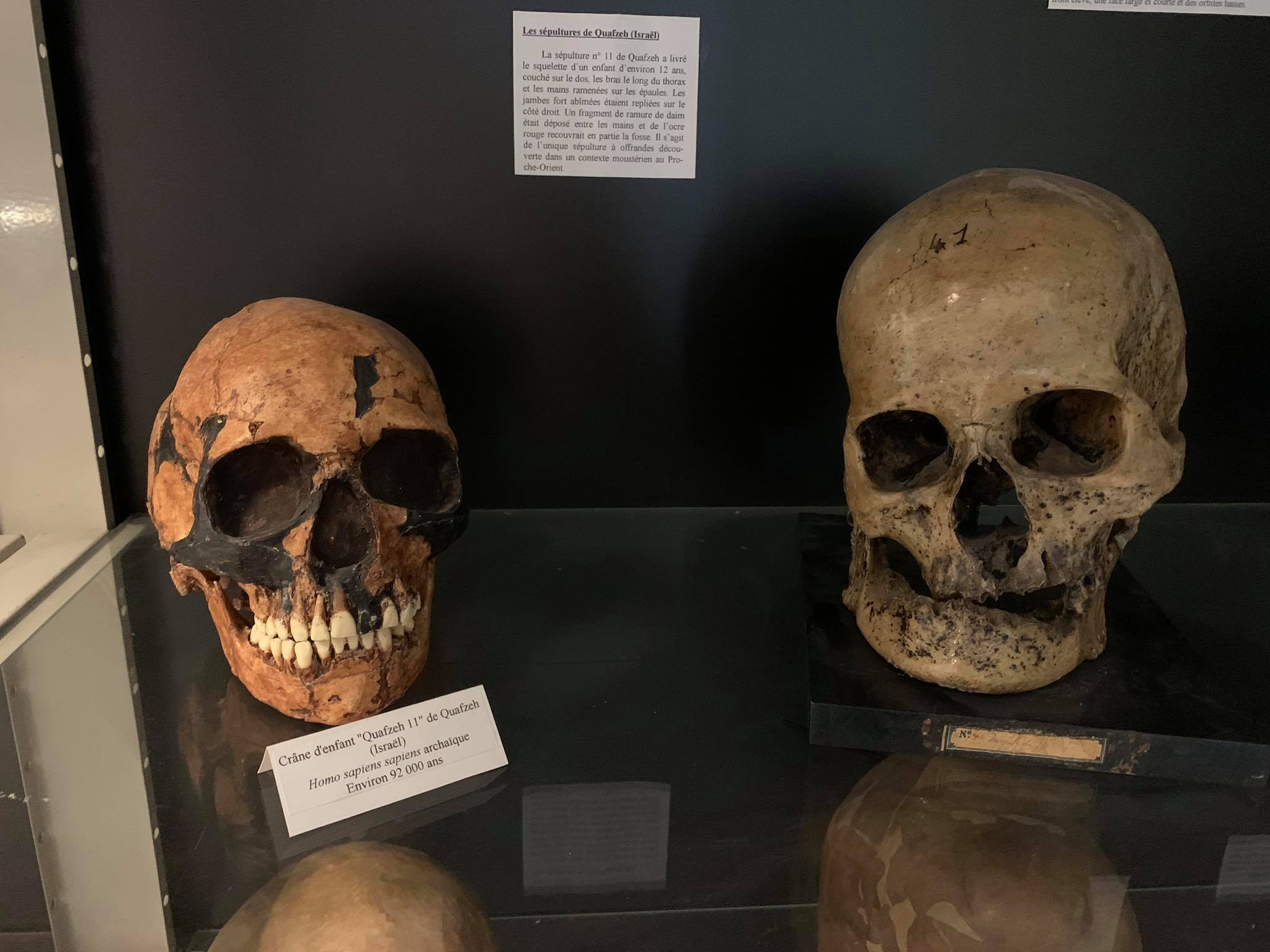
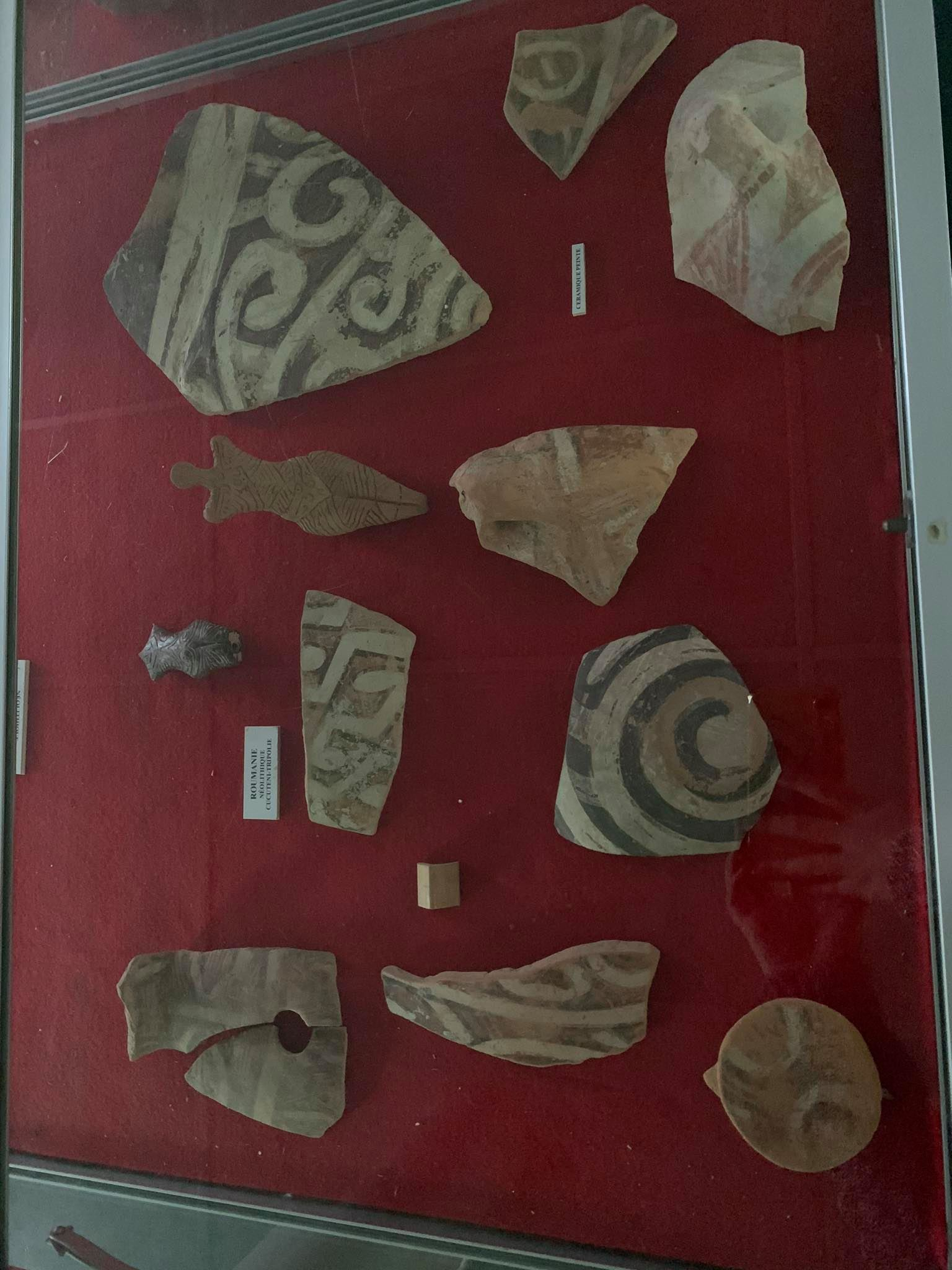
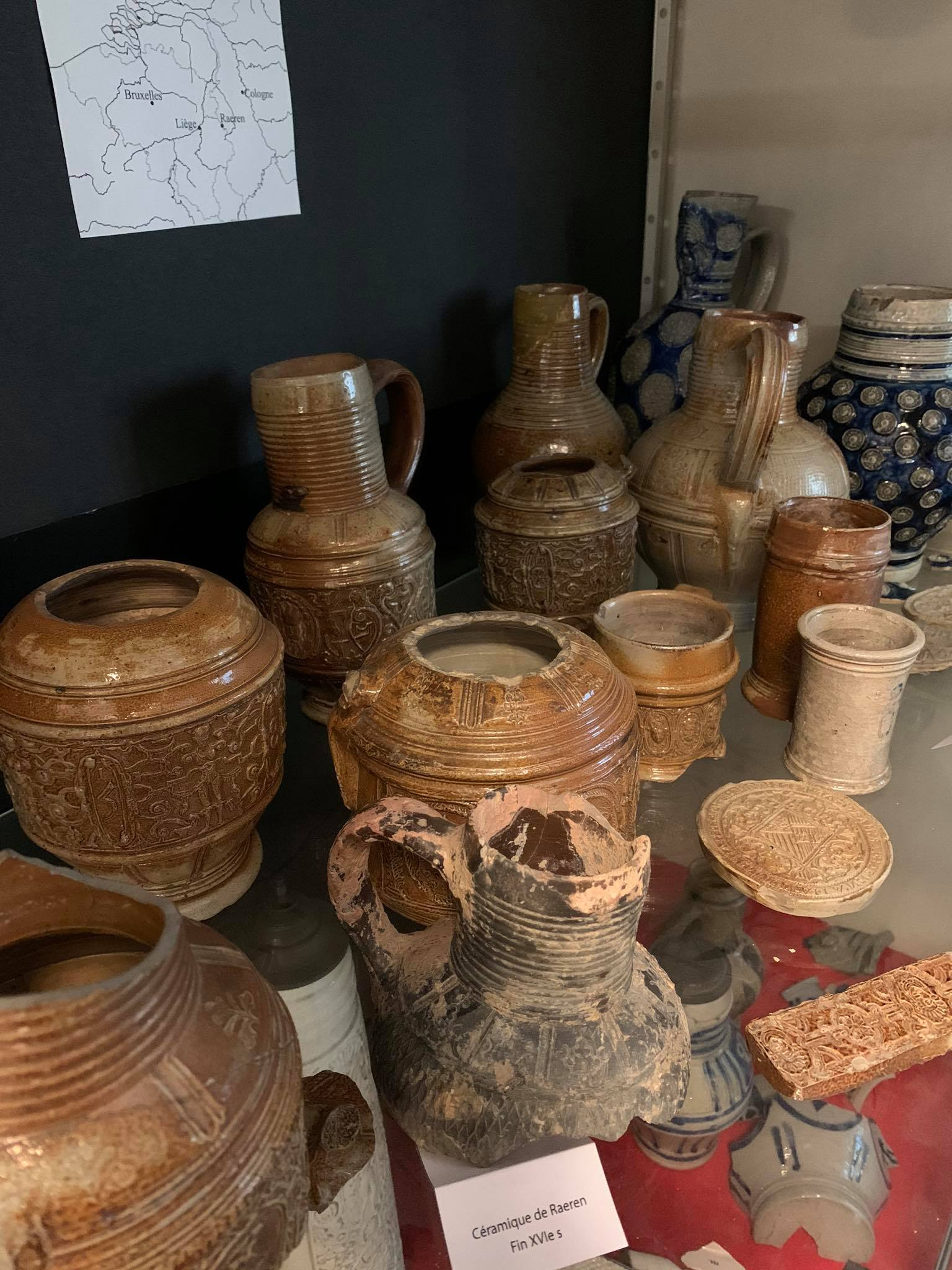